# Жиовани Энрике
Жиова́ни Энри́ке Амори́н да Си́лва (порт. Giovani Henrique Amorim da Silva; родился 1 января 2004, Итакуакесетуба, штат Сан-Паулу) — бразильский футболист, нападающий клуба «Аль-Садд».

## Биография
Уроженец Итакуакесетубы, в 2015 году Жиовани начал выступать в составе футбольной академии клуба «Палмейрас». 3 марта 2021 года дебютировал в основном составе «бело-зелёных» в матче Лиги Паустиста против клуба «Коринтианс». 18 мая 2021 года дебютировал в Кубке Либертадорес в матче против аргентинского клуба «Дефенса и Хустисия». Этот матч остался для Жиовани единственным в турнире, который в ноябре «Палмейрас» выиграл во второй раз подряд.

## Титулы и достижения
- Обладатель Кубка Либертадорес (1): 2021